# Paul Samuelson
Paul Samuelson (eredeti nevén Paul Anthony Samuelson, gyakran említett nevén Paul A. Samuelson) (Gary, Indiana, 1915. május 15. – Belmont, Massachusetts, 2009. december 13.) amerikai közgazdász, a modern közgazdaságtan egyik megalapozója, a Massachusetts Institute of Technology (MIT) graduális közgazdaságtan tanszékének alapítója, a Brit Akadémia levelező tagja, az Amerikai Közgazdasági Társaság tagja, alelnöke, később elnöke, a Nemzetközi Közgazdasági Társaság tagja, elnöke, majd örökös tiszteletbeli elnöke.

## Életpályája
Felsőfokú tanulmányait a Chicagói Egyetemen kezdte, de a Harvard Egyetemen fejezte be, ott is szerzett 1941-ben közgazdasági diplomát és doktori fokozatot. 1944 és 1985 között a Massachusetts Institute of Technology-n volt közgazdaságtan professzor, 1945 és 1952 között kormányhivatalnokként többek között Eisenhower tanácsadója is volt.
Már fiatalkorában világhírűvé tette tudományos dolgozata, s az elméleti közgazdaságtanban elért kiemelkedő eredményei. Közgazdász szakmán kívül ismertté tette 'Közgazdaságtan' című tankönyve.
A Newsweek-ben közgazdasági rovata volt hosszú ideig, s a kongresszus is gyakran kérte ki véleményét. Tanácsadó volt a FED-nél, a pénzügyminisztériumnál és több nonprofit szervezetnél.

## Felfogása
Közel áll a neoklasszikushoz, a jóléti közgazdaságtan nagy hatást gyakorolt rá. Marx tanait elutasította.
A közgazdaságtant igyekezett mindig matematikai úton megoldani, melyeket az elméleti közgazdaságtan kutatásaiban használt fel. Könyvei folytán széles körűvé vált ez a módszer, továbbá a Pareto-nézetek a mikroökonómiában és a Keynes-elméletek a makroökonómiában. (Keynest konzervatív oldalról bírálta.)

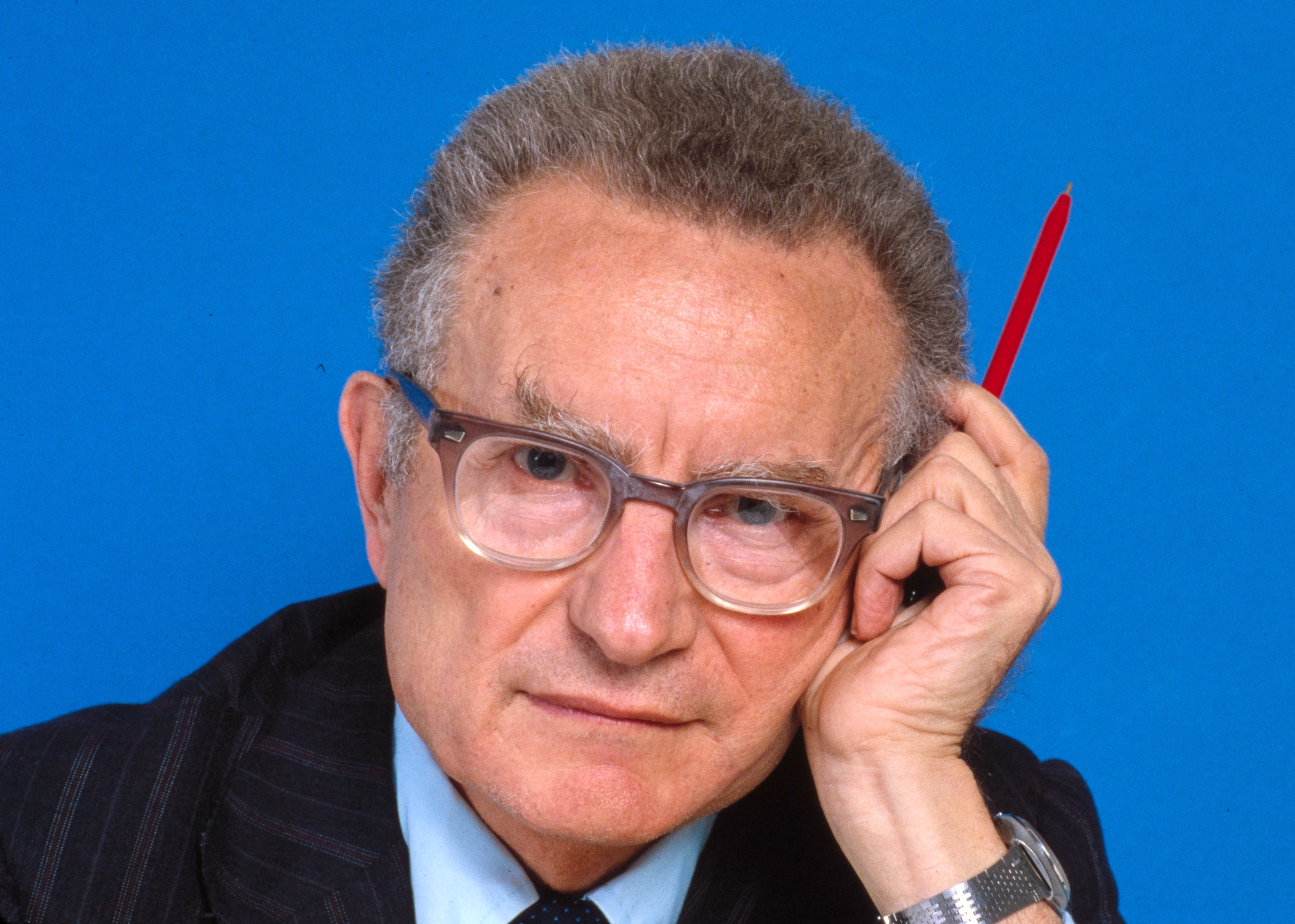
Arcképe

## Díjai, elismerései
- Közgazdasági Nobel-emlékdíj – Első amerikaiként, és a világon másodikként a statikai és dinamikai közgazdaságtani elmélet kidolgozásáért, és a közgazdasági elméletben való tudományos elemzések szintjének növeléséért folytatott tevékenységéért (1970)
- Albert Einstein emlékdíj (1971)
- 1986-tól kezdve a New York Egyetemen vendégprofesszor, emeritus professzor, számos egyetem díszdoktora
- Britannica-díj (1989)
- John R. Commons-díj (2000)

## Családja
- 6 gyermeke (köztük hármasikrek) és 15 unokája született.

## Főbb művei
- 1947. A gazdasági elemzés alapjai (Foundations of Economic Analysis)
- 1948. Közgazdaságtan (Economics), alapműnek számít, körülbelül negyven nyelvre fordították le. Társszerzője: William D. Nordhaus.
- 1952. Közgazdaságtani előadások (Readings in Economics) Társszerzői: R. L. Bishop, J. R. Coleman.
- 1958. Lineáris programozás és gazdasági elemzés (Linear Programming and Economic Analysis) Társszerzői: R. Solow, R. Dorfman.
- 1966–1987. Collected Scientific Papers of Paul A. Samuelson I-V.
- 1983. Economics from the Heart

## Magyarul
- Közgazdaságtan; ford. Balogh András, szerk. Fébó László, Szepesi György, tan. Mátyás Antal; Közgazdasági és Jogi, Bp., 1976
- Paul A. Samuelson–William D. Nordhaus: Közgazdaságtan, 1-3.; ford. Atkári János; Közgazdasági és Jogi, Bp., 1987–1988
  - 1. Alapfogalmak és makroökonómia; 1987
  - 2. Mikroökonómia; 1987
  - 3. Alkalmazott közgazdaságtan a mai világban; 1988
- Közgazdaságtan. Oktatási segédlet, 1-2.; összeáll., szerk. Győri Józsefné, Jávorszki Andrásné, Mach Tamás; Pannon Agrártudományi Egyetem Állattenyésztési Kar Társadalomtudományi Tanszék, Kaposvár, 1990
- Székelyné Kovács Katalin: Vázlatok Samuelson–Nordhaus: Közgazdaságtan I. című könyvéhez; VEK, Veszprém, 1999
- Paul A. Samuelson–William D. Nordhaus: Közgazdaságtan; ford. Mezei György, Bock Gyula; KJK-Kerszöv, Bp., 2000
- Paul A. Samuelson–William D. Nordhaus: Közgazdaságtan; ford. Misz József; bőv., átdolg. kiad.; Akadémiai, Bp., 2012